# A nem apák napja (Így jártam anyátokkal)
A nem apák napja az Így jártam anyátokkal című televízió-sorozat negyedik évadának hetedik epizódja. Eredetileg 2008. november 10-én vetítették, míg Magyarországon 2010. május 3-án.
Ebben az epizódban Barney azt ünnepli, hogy nem lett apa, miközben Marshall és Lily azon vitatkoznak, hogy ők lennének-e szülők.

## Cselekmény
Barney szerint a bárban egyetlen jó nő sincs. Ted rámutat egy csapat lányra, akik a sarokban ülnek, hogy szerinte ők szexik. Barney szerint azonban ez az úgynevezett "pomponlány-effektus": csoportban együtt mind jól néznek ki, de ha az ember külön-külön nézi őket, mindegyiknek van valamilyen hibája. Nem sokkal később csörög a telefonja, és közlik vele, hogy lehet, hogy apa lesz, mire kétségbeesetten elrohan.
Közben Marshall és Lily mindenütt bébiket látnak. Amikor felmerül a gyerekvállalás kérdése, Marshall csak a cukiságot látja, míg Lily néhány problémára is rávilágít. Mindenesetre elhatározzák, hogy gyereket vállalnak. Az egyetlen akadály Robin, aki jelenleg épp náluk lakik, ezért elküldik Tedhez, hogy együtt lehessenek egy romantikus estén. Eközben Barney imádkozik, hogy ne legyen apa – és imái meghallgattatnak. Örömében elhatározza, hogy ez legyen egy ünnepnap mostantól, a "nem apák napja".
Marshallék romantikus estéje kútba esik, mert sokáig bent kell maradnia egy konferenciabeszélgetés miatt. Lily pánikba esik, és áthívja magához Robint és Tedet, hogy segítsenek dönteni. Robin ellenzi a gyerekvállalást, Ted pedig támogatja. Lily szerint Marshall csak a pozitív dolgokat látja, míg ő a hátrányokat is. Robin szerint Ted máris apa, ahogyan velük szokott viselkedni. Ted szerint pedig Robin fél a gyerekektől, még megfogni sem meri őket. Közben Lily annyi bort megiszik, hogy teljesen lerészegedik. Ezalatt Barney valóságos kultuszt szervez a nem apák napjából: reklámtárgyakat gyárt és követőket szerez. 
Lily meglátva egy babazoknit, részegen Marshall munkahelyére megy, mert megjön a kedve a gyerekvállaláshoz. Miközben Marshall próbálja a nejét lecsillapítani, ő maga is szembesül a gyerekvállalás nehézségeivel. Végül beteszi Lilyt egy taxiba és hazamennek. Ted és Robin a bárba mennek, hogy megkeressék Lilyt. Belebotlanak Barneyba és követőibe, és Ted észreveszi, hogy Robin ellopta Lily babazokniját. Mikor szembesíti vele, végül elismeri, hogy a babák aranyosak, de most össze van zavarodva, mert nincs hol laknia. Ted felajánlja, hogy éljen nála, amit Robin elfogad.
Ezután szembesítik Barneyt azzal, milyen rémes, amit csinál, és csak lúzerek veszik körül. Kiderül, hogy Barney is áldozata lett a "pomponlány-effektusnak", és mindegyik követője eleve gyerekes. Barney a felismerést követően megtalálja a babazoknit. Miközben Marshall és Lily eldöntik, hogy egyelőre várnak még a gyerekvállalással, Barney egy karaoke-bárban a "Cats in the Cradle" című dalt énekli, kezében a zoknival.

## Kontinuitás
- Ismét megemlítésre kerül Robin fegyvermániája.
- Ted szerint Robin fél a gyerekektől, amire a "Kisfiúk" című részben is utaltak.
- "A kecske" című részben már megemlítette Ted, hogy a 31. születésnapján Robin nála élt.

## Jövőbeli utalások
- Robin azzal próbálja megijeszteni Lilyt a gyerekvállalás kapcsán, hogy Marshallnak nagy a feje. A "Murtaugh" című részben visszaemlékezésben látható, hogy anno az apja is ezzel cukkolta kosáredzés közben.
- Barney a "Jó helyen, jó időben", "A legutolsó cigi", és a "Téves riasztás" című részekben is fél az apaságtól. Végül az "Örökkön örökké" című részben ő is apa lesz, egy egyéjszakás kaland után.

## Érdekességek
- A pomponlányok és a lúzerek között is az egyik figurát Jason Segel játssza.
- Az epizód eredeti címe "Jeremy zoknija" lett volna.
- A notafathersday.com Archiválva 2011. január 14-i dátummal a Wayback Machine-ben egy létező weboldal, a nem apák napjáról.

## Vendégszereplők
- Michael Hagiwara – Mr. Li
- Michael Antosy – klubtag
- Elena K. Smith – Ted unokatestvére
- Dan Lauria – Nolan
- Daniele Watts – Lori
- Lindsey Stoddart – Charlotte
- Michael McCafferty – Cabbie

## Zene
- Harry Chapin – Cats in the Cradle

## Fordítás
- Ez a szócikk részben vagy egészben  a   Not a Father's Day című angol Wikipédia-szócikk ezen változatának fordításán alapul.  Az eredeti cikk szerkesztőit annak laptörténete sorolja fel. Ez a jelzés csupán a megfogalmazás eredetét és a szerzői jogokat jelzi, nem szolgál a cikkben szereplő információk forrásmegjelöléseként.| - m - v - sz « előző Így jártam anyátokkal 4. évad következő »                                                                                                                                                                                                                                                                                                                                                                   | - m - v - sz « előző Így jártam anyátokkal 4. évad következő » |
| --- | -------------------------------------------------------------- |
| - Az Így jártam anyátokkal epizódjainak listája |                                                                |
| - Ismerlek? - New York legjobb hamburgere - Én szeretem New Jersey-t - Közbelépés - A Shelter-sziget - Boldogan élek - A nem apák napja - A húúúú-lányok - A pucér pasi - A bunyó - Egy kis Minnesota - Előnyök - Háromnapos havazás - A lehetségtelen - A Stinson család - Bocs, tesó! - A terasz - Vén Clancy király - Murtaugh - Mosbius Designs - A háromnapos szabály - Jó helyen, jó időben - Amilyen hamar tud - Az ugrás |                                                                || - m - v - sz Így jártam anyátokkal | - m - v - sz Így jártam anyátokkal                                                                  | - m - v - sz Így jártam anyátokkal |
| ---------------------------------- | --------------------------------------------------------------------------------------------------- | ---------------------------------- |
| Epizódok                           | - 1. - 2. - 3. - 4. - 5. - 6. - 7. - 8. - 9. évad                                                   |                                    |
| Szereplők                          | - Ted Mosby - Marshall Eriksen - Robin Scherbatsky - Barney Stinson - Lily Aldrin - Tracy McConnell |                                    |
| Filmzene                           | - How I Met Your Music                                                                              |                                    |
| Kapcsolódó sorozat                 | - Így jártam apátokkal                                                                              |                                    |